# Savara diversalis
Savara diversalis là một loài bướm đêm trong họ Noctuidae.